# Manuel Esteba i Gallego
Manuel Esteba i Gallego (Barcelona, 17 d'abril de 1941 - Barcelona, 4 de febrer de 2010) més conegut com a Manuel Esteba fou un director de cinema català.

## Biografia
Manuel Esteba fou fill d'Isidro Esteba Sanahuja, productor i distribuïdor de cinema. Des dels 8 anys va estudiar Pintura a l'Escola d'Arts i Oficis de Barcelona. Deu anys més tard, realitzà diferents exposicions a Barcelona, Mataró, Mallorca i Madrid. A la capital espanyola va estudiar Filosofia i Lletres a Madrid. Més tard va dedicar-se al teatre, on va ser ajudant de direcció de diferents directors com Antonio Santillán, Ladislao Vajda, José María Elorrieta, Tulio Demicheli i León Klimovsky. Va entrar en contacte amb el cinema com a meritori, script i ajudant de direcció. També fou guionista i productor executiu d'algunes pel·lícules. Com a director va rodar més d'una desena de pel·lícules, incloses algunes cintes eròtiques.

## Filmografia[2]
- 1967. El aprendiz de clown
- 1967. Hola, señor Dios
- 1969. Agáchate, que disparan
- 1970. Veinte pasos para la muerte
- 1972. Una cuerda al amanecer
- 1972. Horror Story (protagonitzada pels Hermanos Calatrava)
- 1973. Los Kalatrava contra el imperio karate (protagonitzada pels Hermanos Calatrava)
- 1975. El despertar de los sentidos
- 1977. Más allá del fin del mundo-Espectro
- 1978. Trampa sexual
- 1980. Viciosas al desnudo
- 1981. Sexo sangriento
- 1981. Porno: situación límite
- 1983. El E.T.E. y el OTO (protagonitzada pels Hermanos Calatrava)